# Bonifacio García Maldonado

## Maderismo
Nació en La Era, Morelos, el 22 de mayo de 1881; fue hijo de Juan García y de Gildarda Maldonado. En 1911 se unió al movimiento maderista con las fuerzas del General Emiliano Zapata, y pronto destacó como organizador de guerrillas. Durante los meses de marzo a mayo de 1911 participó, junto con Emiliano Zapata, en los combates de Izúcar de Matamoros, Puebla y Axochiapan, Morelos, así como en el sitio y toma de Cuautla. 

## Zapatismo
Al romper Emiliano Zapata con Francisco I. Madero se mantuvo fiel al zapatismo y estableció su cuartel en la Hacienda de Temilpa, en las inmediaciones de Tlaltizapán. Con la mayoría de los zapatitas, siguió en armas contra el entonces general y presidente Victoriano Huerta, en febrero y marzo de 1914 participó en la toma de Chilapa y en el sitio y toma de Chilpancingo, en el estado de Guerrero. Bonifacio García inmediatamente regresó con sus fuerzas al estado de Morelos para intervenir en el sitio a la Hacienda de Zacatepec y colaborar en el sitio y toma de Cuernavaca; en esta acción le correspondió apoderarse del pueblo de Acapatzingo. 

## Muerte
Al evacuar Cuernavaca resultó tan gravemente herido que murió el 14 de agosto de 1914. Fue sepultado en Tlaltizapán en el mausoleo que el mismo General Emiliano Zapata mandó construir para él y sus principales generales.